# Bottidda
Bottidda település Olaszországban, Szardínia régióban, Sassari megyében. Lakosainak száma 646 fő (2023. január 1.). Bottidda Bono, Bonorva, Burgos, Esporlatu, Illorai és Orotelli községekkel határos.

## Népesség
A település népességének változása:
| Lakosok száma | 692  | 680  | 646  |
|               | 2017 | 2018 | 2023 |